# Classe ATC A08
La classe ATC A08, dénommée « Médicaments utilisés contre l'obésité, à l'exclusion des produits de régime », est un sous-groupe thérapeutique de la classification anatomique, thérapeutique et chimique, développée par l'OMS pour classer les médicaments et autres produits médicaux. La classe ATC vétérinaire correspondante dans la classification ATCvet est QA08. Le sous-groupe présenté ici est celui établi par l'OMS, et peut donc différer des versions dérivées utilisées dans certains pays. Il fait partie du groupe anatomique A de la classification, intitulé « Système digestif et métabolisme ».
Le liraglutide et le semaglutide, également utilisé pour lutter contre l'obésité, sont classés sous la classe ATC A10BJ, en tant que médicaments réduisant la glycémie (hors insuline).

## A08A Médicaments antiobésité, à l'exclusion des produits derégime

### A08AA Produits antiobésité d'actioncentrale
A08AA01 Phentermine
A08AA02 Fenfluramine
A08AA03 Amfépramone (diéthylpropion)
A08AA04 Dexfenfluramine
A08AA05 Mazindol
A08AA06 Étilamphétamine
A08AA07 Cathine
A08AA08 Clobenzorex
A08AA09 Mefenorex
A08AA10 Sibutramine
A08AA11 Lorcasérine
A08AA56 Éphédrine, en association
A08AA62 Bupropion et naltrexone

### A08AB Produits antiobésité d'actionpériphérique
A08AB01 Orlistat
QA08AB90 Mitratapide
QA08AB91 Dirlotapide

### A08AX Autres médicaments anti obésité
A08AX01 Rimonabant